# Raymond Becquevort
Raymond Becquevort (Binche, 22 oktober 1886 - Genval, 30 augustus 1962) was een Belgisch politicus.

## Biografie
Hij was van opleiding mijningenieur en vocht tijdens de Eerste Wereldoorlog aan het IJzerfront. Na de oorlog werd hij beroepshalve aannemer van openbare werken.
Becquevort werd politiek actief voor de Liberale Partij en was voor deze partij van 1926 tot 1932 en van 1938 tot aan zijn dood gemeenteraadslid van Genval, waar hij schepen en van 1947 tot 1962 burgemeester was.
Bovendien zetelde hij van 1949 tot 1950 en van 1954 tot 1958 voor het arrondissement Nijvel in de Kamer van volksvertegenwoordigers. Samen met Maurice Destenay, René Drèze en René Lefebvre legde hij in januari 1950 in de Kamer een wetsvoorstel neer tot instelling van een volksraadpleging over de Waalse kwestie. Becquevort nam deel aan het Waals Nationaal Congres van 1945, was in 1952 ondervoorzitter van het Centraal Comité voor Waalse Actie voor Waals-Brabant en lid voor Waals-Brabant voor de Conseil économique wallon. In de Kamer kwam hij tussenbeide om de vragen van de Conseil te steunen ter elektrificatie van de spoorweglijnen Brussel-Bergen, Namen-Luik, Brussel-Aarlen en Luik-Herbesthal.

## Bron
- Encyclopédie du Mouvement Wallon